# ОШ „Авдо Међедовић” Нови Пазар
ОШ „Авдо Међедовић” је једна од основних школа на подручју Града Нови Пазар. Налази се у Улици Дубровачка 408 у насељу Селаковац. Име је добила по Авди Међедовићу гуслару из Црне Горе. Један је од највећих јужнословенских епских пјесника. Његова епска пјесма "Женидба Смаилагић Меха" има 12.311 стихова и дуга је као Илијада и Одисеја.

## Историјат
Основна школа „Авдо Међедовић“ са сједиштем у Новом Пазару у насељу Селаковац је основана одлуком Скупштине Општине Нови Пазар, а почела је са радом 3. септембра 2007. године. Првобитни назив школе је био ОШ „Селаковац“, а од 1. септембара 2016. године носи назив ОШ „Авдо Међедовић“. Прије отварања школе дјеца из овог насеља су похађала три сусједне основне школе, две градске: ОШ „Стефан Немања“ и „Десанка Максимовић“ и једну сеоску „Растко Немањић Сава“. Након што је у мају 2007. године извршена реонизација између поменутих школа са циљем смањења броја ученика и побољшања услова рада, ученици ових школа који живе у овом насељу су припали тадашњој ОШ „Селаковац“. Школа броји укупно 880 ученика распоређена у 33 одјељења, од тога 17 и првом, а 16 у другом циклусу. У настави је ангажовано укупно 56 наставника и школски педагог као стручни сарадник. У просторијама школе се у сарадњи са предшколском установом реализује припремни предшколски програм за будуће прваке. Школа поседује један централни објекат, комфоран и савремено опремљен. ОШ „Авдо Међедовић“ је од 2013. године школа од националног значаја за бошњачку националну заједницу. Школа има укупно 86 запослених: директора, 2 помоћника директора, 65 наставника, 2 библиотекара, 5 запослена у стручним службама (школског педагога и школског психолога, секретара школе, шефа рачуноводства и административно-финансијског радника) и 9 запослених на пословима помоћног особља.